# Гурбанов, Ниджат Самит оглы
Ниджат Гурбанов — азербайджанский профессиональный футболист, родился 17 февраля 1992 года в Баку, Азербайджан. Гурбанов зарекомендовал себя как умелый полузащитник, известный своей сильной правой ногой и тактической универсальностью на поле.
Футбольная карьера Гурбанова началась в юношеской команде Нефтчи Баку, где он совершенствовал свои навыки с 2006 по 2015 год. Его взрослая карьера началась в Симурге, где он играл с 2011 по 2014 год. Позже он вернулся в Нефтчи Баку на сезон 2014-2015, а затем играл за Зире, Кепез, Сумгайыт и Шамахы в Азербайджане. Также был играл в составе команды Самтредии в Грузии.
На международной арене Гурбанов представлял Азербайджан на различных юношеских уровнях, начиная с команды до 15 лет в 2006 году. Он продолжил свои выступления в командах до 17, 19 и 21 года, демонстрируя свой талант и приверженность национальной сборной.
В течение своей карьеры Гурбанов завоевал значимые награды, включая победу в Кубке Азербайджана по футболу в сезоне 2019-2020 и серебряную медаль в Премьер-лиге Азербайджана в сезоне 2015-2016.
В 2022 году Гурбанов получил лицензию тренера UEFA C и начал свою карьеру как футбольный тренер в футбольной школе Бешикташ. 
Кроме того, в сезоне 2022-2023 он работал футбольным экспертом на ведущем спортивном телеканале Азербайджана CBC Sport, где предоставлял аналитические комментарии. В этот же период начал деятельность регионального менеджера в Фонде Развития Футбола. 
Путь Ниджата Гурбанова в футболе отражает его преданность, мастерство и страсть к игре, что делает его уважаемой фигурой в азербайджанском футболе как в качестве игрока, так и тренера.
С 2024 года Ниджат Гурбанов ведет тренерскую деятельность в Питтсбурге, штат Пенсильвания, США.

## Биография
Футболом начал заниматься в возрасте 11 лет в бакинском спортивном клубе РИОГИМ (азерб. RİOGİM), под руководством тренера Яшара Абузарова. В составе данного клуба принимал участие в первенстве Баку. В 14-летнем возрасте переходит в ФК «Нефтчи» Баку, где его наставником становится Ислам Керимов.

## Клубная карьера

### Чемпионат
Профессиональную карьеру футболиста начал в 2011 году с выступления в составе закатальского «Симурга», где провел два сезона. В начале 2013 года переходит в бакинский «Нефтчи», но через некоторое время, на правах аренды возвращается в стан «фениксов». С июля по декабрь 2014 года вновь выступает в составе «нефтяников». Затем, в январе 2015 года, на шесть месяцев, на правах аренды переходит в АЗАЛ. В июле 2015 года вновь возвращается в «Нефтчи», чтобы усилить ряды команды на время выступления в Лиге Европы УЕФА. Сразу же после еврокубков получает статус свободного игрока и подписывает двухлетний контракт с дебютантом премьер-лиги — ФК «Зиря».

### Кубок
Статистика выступлений в Кубке Азербайджана по сезонам:
| № | Сезон       | Клуб     | Игр | Голов |
| - | ----------- | -------- | --- | ----- |
| 1 | 2014 / 2015 | «Нефтчи» | 1   | 0     |
| 2 | 2014 / 2015 | АЗАЛ     | 2   | 0     |

## Лига Европы УЕФА
2 и 9 июля 2015-го года в составе ПФК «Нефтчи» Баку принимал участие в первой и ответной игре первого квалификационного раунда Лиги Европы УЕФА против черногорской «Младости».